# Liste der saarländischen Orden und Ehrenzeichen
Das Saarland verleiht folgende Orden und Ehrenzeichen:
- Saarländische Rettungsmedaille (1959)
- Feuerwehr-Ehrenzeichen (Saarland) (1959)
- Saarländischer Verdienstorden (1974)
- Freiherr-vom-Stein-Medaille (Saarland) (1989)
- Katastrophenschutz-Ehrenzeichen (Saarland) (2007)
- Saarländische Pflegemedaille
- Ehrenzeichen Hochwasserhilfe Saarland (2024)[1]
- Ehrenamtsnadel